# L'Abergement-de-Cuisery
L'Abergement-de-Cuisery este o comună în departamentul Saône-et-Loire, Franța. În 2009 avea o populație de 728 de locuitori.

## Evoluția populației
| An        | 1975 | 1982 | 1990 | 1999 | 2006 | 2009 |
| --------- | ---- | ---- | ---- | ---- | ---- | ---- |
| Populație | 590  | 584  | 652  | 640  | 694  | 728  |